# 天主教泗水教区
天主教泗水教區（拉丁語：Dioecesis Surabayana）是印度尼西亞一個羅馬天主教教區，位於東爪哇省，屬三寶壟總教區。2005年有教友153,000人、37個堂區、104名司鐸。現任主教為文琴休斯·苏蒂科诺·维萨克索诺。
1928年2月15日自巴達維亞代牧區設監牧區，1941年10月16日升為代牧區。1961年1月3日升為教區。